# میمون شب ننسی ما
میمون شب ننسی ما (نام علمی: Aotus nancymaae) نام یک گونه از سرده میمون‌های شب است.